# Daega-myeon, Seongju-gun
Daega-myeon (koreanska: 대가면) är en socken  i kommunen Seongju-gun i provinsen Norra Gyeongsang, i den centrala delen av Sydkorea, 220 km sydost om huvudstaden Seoul.